# Groene muskaatduif
De groene muskaatduif (Ducula aenea) is een vogel uit de familie Columbidae (duiven).

## Verspreiding en leefgebied
Deze soort komt wijdverspreid voor in Azië en telt elf ondersoorten:
- D. a. sylvatica: van noordelijk India en Nepal tot zuidelijk China tot Thailand en Indochina.
- D. a. pusilla: zuidelijk India en Sri Lanka.
- D. a. andamanica:  Andamanen.
- D. a. consobrina:  eilanden ten westen van Sumatra, uitgezonderd Enggano.
- D. a. polia: van Maleisië tot de Filipijnen en de Grote- en Kleine Soenda-eilanden.
- D. a. palawanensis: Banggai-eilanden (noordelijk Borneo) tot Palawan en nabijgelegen eilanden.
- D. a. fugaensis: Calayan, Camiguin en Fuga.
- D. a. nuchalis: noordelijk Luzon (noordelijke Filipijnen).
- D. a. aenea: Filipijnen.
- D. a. intermedia: Talaud.
- D. a. paulina: Sulawesi, Sangihe-eilanden, Togian-eilanden, Banggai-eilanden en Sula-eilanden.